# فرنسيسكو غالان
فرنسيسكو غالان (بالإسبانية: Francisco Galán)‏ هو عسكري إسباني، ولد في 1902، وتوفي في 1971 في بوينس آيرس في الأرجنتين.